# Kultura Neslyšících
Kultura Neslyšících je soubor sociálních přesvědčení, chování, umění, tradic a hodnot, které jsou ovlivněny odlišným sluchovým vnímáním a které používají znakové jazyky jako hlavní komunikační prostředek. Slovo neslyšící se v souvislosti s kulturou často píše s velkým písmenem N. V mluvených a znakových jazycích se označuje jako „neslyšící s velkým N“. Pokud se pojem „neslyšící“ používá jako označení pro stav sluchu z medicínského (audiologického) hlediska, píše se na začátku slova malé písmeno n. V Česku se toto pravopisné rozlišení příliš nevžilo.
Termín „kultura Neslyšících“ jako první použil Carl G. Croneberg ve svých dodatcích C/D z Amerického slovníku znakového jazyka vydaného v roce 1965. V tomto svazku se také jako první zamýšlel o analogiích mezi neslyšícími a slyšícími kulturami.
Členové komunity Neslyšících mají tendenci pohlížet na hluchotu spíše jako na odlišnou lidskou zkušenost než jako na postižení nebo nemoc. Mnoho z nich je na svou identitu Neslyšících pyšných. V tomto smyslu jsou neslyšící lidé považováni za menšinu. Na rozdíl od některých kultur se neslyšící člověk může do komunity přidat až později, nemusí se do ní přímo narodit.
Existuje několik pohledů na Neslyšící a kulturu Neslyšících, které mají mnohdy vliv na jejich roli ve většinové společnosti. Z medicínského pohledu jde o lidi, kteří mají nějakou ztrátu sluchu. Dle velikosti ztráty se poté klasifikují do jednotlivých skupin. Na základě výsledků vyšetření se poté volí vhodná léčba a rehabilitace. Dle zastánců medicínského pohledu používání znakového jazyka zabraňuje neslyšícím v jejich řečovém a sluchovém rozvoji. Dále lze zmínit sociální pohled. Z tohoto pohledu jsou neslyšící jednotlivci vítáni k účasti ve společnosti stejným způsobem jako kterýkoli jiný jedinec. Na rozdíl od zastánců medicínského pohledu nepovažuje za podstatné opravovat sluch neslyšících a nedoslýchavých osob. Podporuje především vytváření takových podmínek pro neslyšící, aby se mohli zapojit do společnosti slyšících lidí. Patří mezi ně například tlumočnické služby, skryté titulky a další. Někteří odborníci se však domnívají, že sociální pohled neuznává jedinečné vlastnosti neslyšících a kultury Neslyšících. Podle nich tento pohled nabádá neslyšící, aby se přizpůsobili a našli si cestu ve slyšící společnosti místo toho, aby nalezli své vlastní schopnosti a kulturu a byli na ni hrdí. Poslední pohled se nazývá kulturně-lingvistický a vnímá neslyšící jako jazykovou a kulturní minoritu.
Ukazuje se, že začlenění neslyšícího jedince do komunity Neslyšících a identifikace s její kulturou významně přispívá k pozitivnímu sebevědomí neslyšícího člověka. Komunita může poskytnout podporu, snazší sociální interakci a „útočiště před frustrací ve světě sluchu“. Naopak neslyšící jedinci, kteří nejsou součástí komunity Neslyšících, nemusí mít ve světě slyšících stejnou podporu od okolí, což může mít negativní vliv na jejich sebedůvěru.
Komunita může zahrnovat slyšící rodinné příslušníky neslyšících dětí a tlumočníky znakového jazyka, kteří se ztotožňují s kulturou Neslyšících. Nezahrnuje však automaticky všechny, kteří jsou neslyšící nebo nedoslýchaví. Jak píše pedagožka a tlumočnice amerického znakového jazyka Anna Mindessová: „Není to rozsah ztráty sluchu, který definuje člena komunity Neslyšících, ale vlastní pohled na identitu a výsledné činy jednotlivce.“ Stejně jako u všech ostatních sociálních skupin, u kterých si lidé vybírají, zda k nim budou patřit, je člověk členem komunity Neslyšících tehdy, pokud se „identifikuje jako člen komunity Neslyšících a ostatní členové tuto osobu přijmou jako součást komunity“.

## Enkulturace
Dříve docházelo k enkulturaci především ve školách pro neslyšící a v klubech pro Neslyšící. Na obou místech se neslyšící lidé setkávali s komunitou, se kterou se mohli identifikovat. Identifikace, tedy stávání se „kulturně Neslyšícím“ může proběhnout v různé životní etapě v závislosti na okolnostech života jedince. Malá část neslyšících lidí si osvojí znakový jazyk a identifikuje se s kulturou Neslyšících již v kojeneckém věku díky neslyšícím rodičům. U jiných toto může proběhnout až ve škole, kde se poprvé setkají s Neslyšícími. Někteří mohou přijít do kontaktu se znakovým jazykem a kulturou až na vysoké škole, nebo dokonce až v pozdních letech.
Přestože 50 % sluchových vad má genetickou příčinu, méně než 5 % neslyšících má neslyšící rodiče. Specifikem komunity Neslyšících je proto skutečnost, že většina jejích členů nezískala svou kulturní identitu od svých rodičů, jako tomu bývá v některých kulturách.

## Diverzita v kultuře Neslyšících
Anna Mindessová poznamenává, že neexistuje pouze jedna homogenní kultura Neslyšících. Po celém světě existuje mnoho různých komunit Neslyšících, které mezi sebou komunikují různými znakovými jazyky a vykazují různé kulturní normy. Identita Neslyšících se také protíná s různými druhy kulturní identity, jako je například národnost, vzdělání, rasa, etnikum, pohlaví, sexuální orientace a další znaky identity, což vede k tomu, že je kultura Neslyšících na jednu stranu docela malá, na druhou stranu ale také nesmírně různorodá. Míra, s jakou se neslyšící jedinci více ztotožňují s kulturou Neslyšících než s jinými kulturními skupinami, se také liší. Mindessová ve studii z roku 1989 zmiňuje, že 87 % neslyšících Afroameričanů se nejprve identifikovalo se svou kulturou Afroameričanů.

## Charakteristika kultury

### Znakové jazyky
Jednou z důležitých součástí kultury Neslyšících jsou národní znakové jazyky, ve kterých probíhá komunikace členů komunity. Na celém světě existuje více než 200 národních znakových jazyků, které se mezi sebou liší. Patří mezi ně 114 znakových jazyků uvedených v databázi Ethnologue a 157 dalších znakových jazyků, znakovacích systémů a dialektů. V komunitě českých Neslyšících se komunikuje českým znakovým jazykem.

### Hodnoty a přesvědčení
V komunitě Neslyšících je typický pozitivní přístup k hluchotě. „Slyšení mimo normu“ se tam obecně nepovažuje za stav, který je potřeba opravit, vyléčit. Může to být jeden z důvodu, proč jsou někteří členové komunity Neslyšících proti technologickým inovacím, jako je například kochleární implantát, je-li užit jen jako prostředek k „bytí jako slyšící“.
V západních zemích se často pracuje i s termínem Deaf Gain. Jedná se o pohled na hluchotu, který naopak zdůrazňuje přednosti, které Neslyšící díky této zkušenosti mají.
Pro kulturu Neslyšících je ústřední používání národního znakového jazyka jakožto jazyka se všemi atributy přirozeného jazyka. Systémy, jako je třeba znakovaný mluvený jazyk (v Česku znakovaná čeština), jsou považovány za uměle vytvořené slyšícími lidmi a nejsou součástí kultury.
Kultura Neslyšících bývá spíše kolektivistická než individualistická, pro Neslyšící má skupina velkou hodnotu. Tento rozdíl je patrný především v zemích s individualistickou kulturou.

### Vzorce chování
Kulturně neslyšící lidé mají etická pravidla pro upoutání pozornosti, procházení mezi lidmi konverzujícími znakovým jazykem, odcházení atd.
Neslyšící lidé se například často navzájem informují o tom, co se děje. Poskytují podrobné informace, když někam odchází nezvykle brzy, nebo přichází pozdě. Neposkytnutí takových informací může být považováno za neslušné.
Specifikem Neslyšících je také skutečnost, že bývají přímější a otevřenější než slyšící lidé, se kterými sdílejí stejnou zemi.
Když se Neslyšící při seznámení představují, obvykle se snaží nejprve najít něco společného (často se jedná o místo docházení do školy, společné známé). Protože je komunita Neslyšících relativně malá, neslyšící lidé v ní obvykle znají další Neslyšící, se kterými má dotyčný něco společného.
Neslyšící také mohou mít trochu jiné vnímání času. Typické je přicházení včas na přednášky a různé akce, aby si mohli s dalšími Neslyšícími popovídat. Tento zvyk má kořeny v dřívějších dobách, kdy ještě nebylo využívání technologií možné. Pro Neslyšící se tak osobní setkávání stalo jediným způsobem, jak být v kontaktu s dalšími Neslyšícími. Je to také důvod, proč se Neslyšící loučí výrazně delší dobu než slyšící. Během procesu loučení mohou vzniknout další témata, o kterých se Neslyšící opět baví, a poté následují opakovaná loučení. Mezi prvním pozdravem při loučení a skutečným odchodem mohou uběhnout dokonce i tři hodiny. Ve Spojených státech se v odborné literatuře používá termín „Deaf good-bye“. Na toto téma vznikla v roce 2009 také od hluchoslepého Johna Lee Clarka báseň Dlouhá loučení (v orig. Long Goodbyes). Tento zvyk v kultuře zůstal nadále charakteristickým rysem, i přesto že je dnes situace díky technologickým inovacím jiná.

### Využívání technologií
Pro komunikaci na dálku jsou v dnešní době hojně využívány nejrůznější technologie. Neslyšící se mezi sebou dorozumívají především přes videohovory (v Česku jsou to především aplikace Facebook Messenger, WhatsApp, Glide).
Technologie je někdy pro Neslyšící důležitá i při komunikace tváří v tvář, a to především v situacích, kdy neslyšící člověk potká slyšící osobu, která neovládá znakový jazyk. Komunikace tak někdy probíhá přes psaní na mobilních telefonech a dalších přenosných zařízeních. Technologie tak umožňuje jednotlivcům úspěšně komunikovat s různými kulturami.
Pro Neslyšící mají také velký význam sociální sítě. Umožňují jim najít další Neslyšící z celého světa a zůstat s nimi v kontaktu. Protože je komunita Neslyšících velmi malá a členové jsou rozprostřeni po celé zemi, není setkávání se s ostatními online vnímáno nijak negativně.
Při sledování televizních pořadů jsou využívány skryté titulky. Domácnosti Neslyšících lidí bývají také vybaveny speciálními varovnými systémy, jako je například světelné požární hlásiče, vibrační budíky atd.
Specifická je také architektura, která minimalizuje vizuální překážky a usnadňuje komunikaci znakovým jazykem. Příkladem mohou být zaoblené rohy, prosklené chodby, barva stěn, umístění laviček ve veřejném prostoru, automaticky otevírající se dveře. V odborné literatuře se pro tuto architekturu užívá termín DeafSpace.

### Umění Neslyšících
V komunitě Neslyšících je umění poměrně rozšířené. Tato skutečnost je znát například na festivalech a různých akcích, do jejichž programu bývá často zařazena i nějaká forma umění tvořené samotnými Neslyšícími.
Toto umění je založeno na specifických atributech jazyka a komunity Neslyšících. Vzhledem k vizuálně motorické povaze znakových jazyků bylo v minulosti obtížné umění zaznamenávat a předávat další generaci Neslyšících. S rozvojem technologií se to už nyní postupně mění.
Dle Ladda je vyprávění příběhů ve znakovém jazyce nejrozšířenější. Vyprávění se vyvinulo především v internátních školách pro neslyšící, kde žáci ve znakovém jazyce popisovali druhým chování svých slyšících vyučujících nebo vychovatelů. Vyprávěli si i děje kreslených, válečných nebo westernových filmů, u kterých si často domýšleli a přidávali do ní své vlastní poznatky, protože tehdy nebyly filmy otitulkované.

#### Příběhy
Ve Spojených státech jsou popisovány dva typy příběhů. Prvním z nich jsou příběhy o úspěchu (v orig. success stories), které často vypráví o tom, jak neslyšící člověk vzdělávaný orální metodou a utlačovaný světem slyšících se naučí znakový jazyk a setká se s kulturou Neslyšících, postupem času se stane její součástí a po zbytek života se tak cítí již velmi spokojený a šťastný. V Česku se tento typ příběhů zatím nevyskytuje. Druhým typem příběhů jsou tzv. legendy o původu (v orig. legends of origins). Tyto příběhy se zaměřují především na původ znakového jazyka. Velmi známá i v Evropě je legenda o abbém de I' Epéem a jeho setkání s neslyšícími dívkami.
Kromě příběhů založených na skutečných událostech jsou časté též povídky založené na znakovém jazyce. V USA jsou nejčastější tzv. ABC povídky (v orig. ABC stories), které jsou složeny ze znaků kopírujících abecedu ve znakovém jazyce. Povídka tedy začíná znakem, který má stejný tvar, jako má v jednoruční prstové abecedě písmeno A. Poté následuje znak (slovo), jehož tvar ruky je totožný s tvarem ruky pro písmeno B. Takto se v příběhu pokračuje až do písmene Z. Všechny povídky jsou tedy složeny z tolika znaků, kolik je písmen v prstové abecedě národního znakového jazyka. Tyto povídky jsou velmi oblíbené v komunitě amerických Neslyšících, u nás tento typ umění příliš nevzniká. Jedním z důvodů může být skutečnost, že český znakový jazyk využívá dvouruční prstovou abecedu (americký znakový jazyk používá abecedu jednoruční). Někteří čeští Neslyšící ale rádi tento druh povídek sledují u zahraničních Neslyšících. Dále existují klasifikátorové povídky (v orig. classifier stories), ve kterých řečník při vyprávění využívá pouze klasifikátory, tedy specifickou skupinu prostředků, které slouží k zařazení jmenovaného předmětu do určité skupiny nebo zdůraznění jeho vlastností.

#### Anekdoty a humor
V kultuře Neslyšících se můžeme setkat s anekdotami vztahujícími se ke komunikačním problémům a nedorozuměními mezi neslyšícími a slyšícími lidmi. Je tu také humorným způsobem popisována unikátnost kultury Neslyšících, specifika v myšlení a vnímání světa Neslyšících. Nebo naopak nevýhody ve slyšícím světě plném zvukových podnětů. V Česku Neslyšící vytváří a následně sdílí své anekdoty v českém znakovém jazyce především ve skupinách na sociálních sítích, příkladem je facebooková skupina Zábava pro Neslyšící ČR.
Oblíbené jsou také kreslené komiksy s podobnými tématy. V Česku mnoho komiksů k vidění není, převažuje u nás spíše malba a kresba. K českým autorům patří například Zdeňka Trnečková, Věra Macháčková, Ivu Hay nebo Antonína Kovaříka.

#### Divadlo
Ke kultuře Neslyšících patří i divadlo. Neslyšící nejčastěji hrají v činohrách, a především v pantomimě. V Brně existuje od roku 1992 VŠ bakalářský obor Výchovná dramatika neslyšících na Janáčkově akademii múzických umění. Absolventi se mohou poté stát členy neslyšícího souboru Divadla Neslyšícím. Jejich představení jsou určena jak dětem, tak i dospělým. Patrně nejznámějším pantomimickým souborem je Pantomima S.I. (Ústřední soubor neslyšících), která byla založena v roce 1981 a působí v Brně. Pražským známým neslyšícím souborem je NEPANTO.

#### Poezie a hudba
Poezie je také nedílnou součástí kultury Neslyšících. Rýmy ve znakovém jazyce jsou založeny na shodě komponentů daného národního znakového jazyka (tedy tvaru ruky, pohybu a/nebo místa artikulace, tedy umístění rukou). Neslyšící poezii vytváří nebo ji překládají z češtiny nebo jiných jazyků do českého znakového jazyka. Jako autory bychom mohli uvést například Lucii Sedláčkovou Půlpánovou (zejm. vytváření), Zuzanu Hájkovou, Elišku Vyorálkovou (zejm. překlady) a další.
Poměrně známé jsou také písně ve znakovém jazyce. Americkými Neslyšícími, kteří zpívali v americkém znakovém jazyce nebo anglické písně překládali, se inspirovala Kateřina Červinková Houšková, která s několika dalšími lidmi poté u nás založila soubor Tichá hudba. Od roku 2014 funguje v Brně skupina Hands Dance věnující se uměleckému tlumočení do českého znakového jazyka. Tvoří ji slyšící a neslyšící tlumočníci a předmětem tlumočení je kromě interpretace písní i například divadelní inscenace.
V roce 2018 vznikla skupina Czech Deaf Art 3+1, jejímž cílem je setkávání a vzájemná podpora neslyšících umělců ve výtvarné, literární, mediální a divadelní oblasti.